# Ravine Déjeuner
Die Ravine Déjeuner ist ein Bach im Osten von Dominica im Parish Saint David.

## Geographie
Die Ravine Déjeuner entspringt mit mehreren Quellbächen in den Südost-Ausläufern des Morne Trois Pitons im Nationalpark Morne Trois Pitons, ganz in der Nähe des Freshwater Lakes (Oroix), der als Ursprung des Roseau Rivers gilt, der nach Westen zur Gemeinde Roseau hin entwässert. Die Ravine entspringt jedoch an der Kante des Hochplateaus und verläuft stetig nach Nordosten. Der Chemin L'Étang Trail folgt seinem Tal. Bei Gueule Lion vereinigen sich die Quellbäche zum Stuarts River. Der Fluss ist ca. 1,25 km lang.